# Johnny Hart
Johnny Hart (Endicott, 18 febbraio 1931 – Nineveh, 7 aprile 2007) è stato un fumettista statunitense.
Originario della cittadina di Endicott, nello stato di New York, è conosciuto principalmente per essere stato l'autore delle serie di strisce B.C. e Il mago Wiz. Iniziò sul giornale Stars and Stripes ad inizio anni cinquanta quando era aviere della U.S. Air Force nella guerra di Corea.
Hart è considerato uno dei maggiori disegnatori di strip ed il padre di uno stile grafico e umoristico ben definito tanto che il suo genio creativo è stato fonte di ispirazione per autori di strisce satiriche in tutto il mondo.

## Biografia
Congedato, nel 1954 passò per diversi magazine come The Saturday Evening Post e Collier's Weekly. La creazione della serie B.C., destinata a diventare assai popolare e che gli avrebbe garantito il successo con la pubblicazione su giornali di tutto il mondo avvenne nel 1957; la prima striscia fu pubblicata su un quotidiano statunitense il 17 febbraio 1958. A metà anni sessanta Hart è stato coautore assieme a Brant Parker della striscia The Wizard of Id (in Italia Il mago Wiz), pubblicata dal 9 novembre 1964.
Nel 1972 fu autore della copertina dell'album Live at Butler University with The Stan Kenton Orchestra dei The Four Freshmen poi ripresa nel 1999 per l'album Still Fresh. Nel 1977  Hart insieme alla moglie Bobby aderì alla congregazione della chiesa presbiteriana evangelica della cittadina di Nineveh, in cui si erano stabiliti. Hart attribuì questa sorta di risveglio religioso all'opera di convincimento operata da due artigiani - padre e figlio - che si erano recati nella sua abitazione per installare un'antenna televisiva.
Da allora Hart aumentò, particolarmente in B.C., la trattazione di motivi legati al tema del Cristianesimo, anche se ciò gli procurò problemi con alcune testate giornalistiche, come ad esempio il Los Angeles Times che pur non rifiutando le vignette - ritenute probabilmente troppo moralistiche e passibili di urtare la suscettibilità di altre religioni - preferì relegarle nella sezione dedicata a temi religiosi in genere.
Hart, con l'aiuto dei  familiari nel corso degli anni novanta e anni duemila e fino agli ultimi giorni, ha raccolto le strip B.C. e The Wizard of Id in un archivio elettronico la cui vastità ne garantirà la pubblicazione nel tempo. La morte nell'abitazione del sobborgo di Nineveh (stato di New York), a settantasei anni, avvenne per un malore. Secondo la testimonianza della moglie Bobby (da cui ha avuto due figlie, Patti e Perri), morì al tavolo di lavoro.

## Vignette contestate
Hart, cresciuto in una famiglia non particolarmente religiosa, frequentò da adolescente le scuole di catechismo rimanendo affascinato dalla Bibbia. 
Due furono le vignette contestate. Una di B.C. pubblicata il 15 aprile 2001, giorno della Pasqua cristiana, raffigura una menorah con sette candele accese che andavano via via bruciando le parole finali di Gesù. Alla fine in dissolvenza al di là dei candelabri  una croce cristiana e il pannello finale che apriva sul sepolcro vuoto di Cristo. Alle accuse di revisionismo teologico mossegli dall'Anti-Defamation League e dall'American Jewish Committee, Hart si scusò e ammise di aver offeso - sia pure in buona fede - i lettori.
L'altra striscia di B.C. fu pubblicata il 10 novembre 2003 e mostrava un gabinetto all'aperto (outhouse), con una tradizionale presa d'aria a forma di mezzaluna, in cui un personaggio entra sbattendo la porta con un onomatopeico SLAM, solo per domandarsi "È una mia impressione, o c'è puzza qui dentro?" (nell'originale in lingua inglese: "Is it just me, or does it stink in here?"). A non farsi attendere, in quella circostanza, fu il disappunto del Council on American-Islamic Relations, secondo il quale la scritta SLAM prossima alla barra verticale, e le mezzelune sia sulla porta che nel cielo, avrebbero indicato l'intenzione di recare offesa all'Islam. Hart negò.

## Riconoscimenti
- 1967: National Cartoonist Society (Newspaper Comic Strip-Humor Award per B.C.)
- 1968: Reuben Award (Cartoonist dell'anno per B.C. e The Wizard of Id[8])
- 1970: Premio Yellow Kid al Salone Internazionale dei Comics per il miglior sceneggiatore straniero
- 1973: National Cartoonists Society (premio per l'animazione)
- 1981: National Cartoonists Society (Elzie Segar Award)
- 1989: National Cartoonists Society (Newspaper Comic Strip Award per B.C.)